# Hilton Armstrong
Pour les articles homonymes, voir Armstrong.
Hilton Armstrong, né le 23 novembre 1984 à Peekskill (New York), aux États-Unis, est un joueur américain de basket-ball. Il évolue aux postes d'ailier fort et de pivot.

## Carrière
Armstrong fait sa carrière universitaire avec les Huskies du Connecticut. Armstrong et les Huskies (Emeka Okafor, Ben Gordon, Charlie Villanueva, Josh Boone, Marcus Williams, Denham Brown) remportent le championnat NCAA en 2004.
Après avoir joué plusieurs années en NBA, il décide de franchir l'Atlantique pour venir jouer en Europe. Avec les conseils de Chris Paul, un ami d'Hilton Armstrong, Tony Parker décide de l'engager pour le club français de l'Asvel.
Avec l'ASVEL, Armstrong participe à l'Eurocoupe. Il est choisi meilleur joueur de la 4e journée du Top 16 avec une évaluation de 26.
En août 2012, il rejoint le Panathinaïkos mais le club le licencie en décembre.
Armstrong retourne aux États-Unis où il joue en NBA D-League pour les Warriors de Santa Cruz à partir de janvier 2013. En décembre, il signe avec les Warriors de Golden State mais est licencié à la fin du mois.
Il revient en Europe à l'occasion de la saison 2014-2015 en signant au Beşiktaş Istanbul club avec lequel il retrouve l'EuroCoupe. En compétition nationale, ses statistiques sont de 10,2 points et 7,7 rebonds pour une évaluation de 12,7 et en EuroCoupe, en 14 rencontres, ses statistiques sont de 7,2 points, 3,9 rebonds et 9,0 d'évaluation. Le 30 juillet 2015, il signe un contrat avec le club turc de Büyükçekmece Basketbol.

## Palmarès
- Champion NCAA 2004